# Атай (Кыргызстан)
Атай (кирг. Атай) — село в Тогуз-Тороуском районе Джалал-Абадской области Кыргызстана. Входит в состав Атайского айылного аймака.

## География
Село расположено в восточной части области, на левом берегу реки Атай, на расстоянии приблизительно 12 километров (по прямой) к юго-западу от села Казарман, административного центра района. Абсолютная высота — 1552 метра над уровнем моря.

## Население
Согласно оценочным данным Национального статистического комитета Кыргызской Республики, численность населения села на начало 2023 года составляла 1672 человека.
| год     | 2009 | 2014 | 2015 | 2020 | 2021 | 2023 |
| ------- | ---- | ---- | ---- | ---- | ---- | ---- |
| человек | 1477 | 1517 | 1480 | 1605 | 1640 | 1672 |